# 姚唐
姚唐（1514年—？），字時雍，號尧封，山西潞安府屯留縣人，軍籍，明朝政治人物。

## 生平
嘉靖二十五年（1546年）丙午科山西鄉試第三十九名。嘉靖二十六年（1547年）登丁未科進士。刑部觀政，任直隸松江府推官，以母忧哀伤而卒。

## 家族
曾祖姚欽；祖父姚永謙；父姚倫，母李氏。慈侍下。弟姚虞。子一夔、一龙、一稷。